# Beausse
Beausse är en kommun i departementet Maine-et-Loire i regionen Pays de la Loire i nordvästra Frankrike. Kommunen ligger i kantonen Saint-Florent-le-Vieil som tillhör arrondissementet Cholet. År 2018 hade Beausse 358 invånare.

## Befolkningsutveckling
Antalet invånare i kommunen Beausse
| Referens: INSEE |